# Test de Shapiro-Wilk
Pour les articles homonymes, voir Shapiro et Wilk.
En statistique, le test de Shapiro–Wilk teste l'hypothèse nulle selon laquelle un échantillon {\displaystyle x_{1},\dots ,x_{n}} est issu d'une population normalement distribuée. Il a été publié en 1965 par Samuel Sanford Shapiro et Martin Wilk.

## Théorie
La statistique de test {\displaystyle W} est:
{\displaystyle W={\left(\sum \limits _{i=1}^{n}a_{i}x_{(i)}\right)^{2} \over \sum \limits _{i=1}^{n}(x_{i}-{\overline {x}})^{2}}}
où
- x(i) (avec des parenthèses entourant l'indice i) désigne la ième statistique d'ordre, i.e., le ième plus petit nombre dans l'échantillon;
- {\displaystyle {\overline {x}}={\tfrac {1}{n}}(x_{1}+\cdots +x_{n})}  est la moyenne de l'échantillon;
- la constante ai est donnée par [2]

{\displaystyle (a_{1},\dots ,a_{n})={m^{\top }V^{-1} \over (m^{\top }V^{-1}V^{-1}m)^{1/2}}}
où
{\displaystyle m=(m_{1},\dots ,m_{n})^{\top }\,}
et {\displaystyle m_{1},\dots ,m_{n}} sont les espérances des statistiques d'ordre d'un échantillon de variables iid suivant une loi normale, et V est la matrice de variance-covariance de ces statistiques d'ordre.
Pour conclure, {\displaystyle W} est alors comparé à une table.

## Interprétation
Sachant que l'hypothèse nulle est que la population est normalement distribuée,
- si la p-value est inférieure à un niveau alpha choisi (par exemple 0.05), alors l'hypothèse nulle est rejetée (i.e. il est improbable d'obtenir de telles données en supposant qu'elles soient normalement distribuées).
- si la p-value est supérieure au niveau alpha choisi (par exemple 0.05), alors on ne doit pas rejeter l'hypothèse nulle. La valeur de la p-value alors obtenue ne présuppose en rien de la nature de la distribution des données.

Voir aussi Q-Q plot ou droite de Henry.

## Mise en œuvre
- shapiro.test() avec R.